# Bidessonotus caraibus
Bidessonotus caraibus är en skalbaggsart som först beskrevs av Louis Alexandre Auguste Chevrolat 1863.  Bidessonotus caraibus ingår i släktet Bidessonotus och familjen dykare. Inga underarter finns listade i Catalogue of Life.